# Franciscanas Missionárias de Maria
As Franciscanas Missionárias de Maria são um instituto ou ordem religiosa católica feminina fundada em 6 de Janeiro de 1877 por Hélène de Chappotin, que adoptaria o nome religioso de Maria da Paixão. O Instituto das Franciscanas Missionárias de Maria está consagrado à Missão Universal e é filiado na Ordem Franciscana.
Em Março de 2010, este instituto religioso contava com cerca de 7000 irmãs professas distribuídas em 76 países dos cinco continentes.

## História
Hélène de Chappotin, uma fidalga bretã, tornou-se uma religiosa da Sociedade de Maria Reparadora a 15 de agosto de 1864 e adoptou o nome religioso de Maria da Paixão. No dia 9 de Julho de 1867, ela é nomeada superiora provincial das três comunidades do Madurai, na Índia. No dia 6 de janeiro de 1877, o Papa Pio IX autoriza o Vigário Apostólico de Coimbatore a fundar na sua diocese o Instituto das Missionárias de Maria.